# Іжнафтомаш
Іженафтома́ш (Ижнефтемаш) — ВАТ, найбільше в Росії підприємство з виробництва устаткування для нафтової промисловості.
Завод був заснований 1956 року як «Строммашина». У 1956-66 роках випускав більш як 10 видів устаткування для будівною та хімічної промисловості. Протягом 30 років завод випускав військову техніку різного призначення та товари народного споживання. В 1965 році у зв'язку з дослідження нафтових родовищ в Сибіру, завод був переобладнаний на випуск нафтопромислового устаткування. Пізніше було організовано випуск буровий наносів НБ-32, НБ-50, НБ-80, автоматичні бурові ключі АКБ, генератори сейсмічних коливань для геофізичних робіт. В 1991 році з ініціативи керівництва заводу було прийнято рішення призупинення виробництва військової техніки та перехід на випуск нафтогазового й нафтового устаткування.
2008 року завод увійшов в групу компаній «Рімера». Його продукція відома у багатьох країнах світу. Підприємство розташовується на площі в 37 га, має власне інструментальне виробництво, конструкторсько-технологічну службу з експериментальним цехом та розвинуту інфраструктуру.
В 1986 році завод нагороджений орденом Трудового Червоного Прапора.